# Willem Santema
Willem Santema (Scharnegoutum, 2 maart 1902 – Vught, 10 augustus 1944) was een Nederlands verzetsstrijder tijdens de Tweede Wereldoorlog. Santema was medeoprichter van de Raad van Verzet.

## Jeugd, opleiding en werk
Santema werd geboren als tweede zoon van boer Tjitse Santema en Gerbrich de Roos. Hij volgde de Mulo in Sneek, werkte bij zijn vader op de boerderij, en haalde in 1921 een diploma aan de Rijkslandbouwwinterschool te Leeuwarden. In 1926 trouwde hij met Tryntsje Atsma uit Oppenhuizen. Aanvankelijk betrokken ze een boerderij in Scharnegoutum, maar in 1932 begonnen ze samen een radiozaak. Santema verhuurde ook auto's, soms met zichzelf als chauffeur. In 1934 reed hij dominee W.A. Dekker en diens vrouw naar Hongarije, waar de dominee een eredoctoraat in ontvangst nam. Santema schreef over de reis een verslag, dat onder de titel Per B-2001 naar het randje van de Balkan in twaalf delen verscheen in het tijdschrift Land en Volk. In zijn reisverslag waarschuwde Santema tegen het nieuwe regime in Duitsland.

Vlak voor de Tweede Wereldoorlog verhuisden de Santema's naar Sneek, waar ze hun elektrotechnische bedrijf voortzetten en uitbreidden met een tweede vestiging. Santema werd in 1939 lid van de gemeenteraad van Sneek, nadat hij van 1931 tot 1938 gemeenteraadslid geweest was van Wymbritseradeel, beide keren voor de CHU.

## Verzetswerk
Tijdens de Tweede Wereldoorlog was Santema een van de oprichters van de "Verzetsgroep Lever", een verzetsgroep uit Sneek rond de familie Lever. De kern van deze verzetsgroep werd gevormd door Santema, Hendrik Jakob Lever sr. en diens drie kinderen, Jan Lever, Hendrik Jakob Lever jr. en Meta Lever. In januari 1943 verhuisde hij naar Amsterdam. Santema nam de schuilnaam Ype Brandsma aan en kwam zogenaamd uit Workum. Hij werd een verspreider van het illegale blad Trouw, en was in april 1943 een van de oprichters van de Raad van Verzet.

## Arrestatie, proces en executie
Op 23 december 1943 werd Santema door de Sicherheitsdienst gearresteerd in ‘Ons Huis’. Dit was een bovenverdieping aan de Ruysdaelstraat in Amsterdam waar stiekem naar de verboden zenders Radio Oranje en BBC werd geluisterd, waarna het aldus opgevangen nieuws in het illegale blad Radio Londen werd gepubliceerd. Een groot aantal leden van de Trouw-groep werd gearresteerd. De groep werd naar kamp Haaren overgebracht en later naar kamp Vught. Santema schreef hier gedurende zijn gevangenschap diverse verzen. Op zaterdag 5 augustus 1944 werden de verzetsstrijders voorgeleid bij het Polizeistandgericht. Santema en nog 23 verspreiders van Trouw werden ter dood veroordeeld. Een verzoek om gratie voor Santema, door dominee Dekker, mocht niet baten. Op 9 augustus werd het vonnis in de landelijke dagbladen gepubliceerd. Een van de veroordeelden had alsnog strafvermindering gekregen; de andere vonnissen bleven gehandhaafd. Op 9 augustus werden zes leden van de groep te Vught gefusilleerd onder wie Santema; op 10 augustus de overigen.

## Nalatenschap
Santema ontving in 1946 postuum het Verzetskruis. Zijn naam staat vermeld op de Erelijst van Gevallenen 1940-1945. In de jaren zestig is naar hem een straat vernoemd in de wijk Lemmerweg-Oost te Sneek. Kinderen had hij niet. Een neef uit Heeg publiceerde in 1990 samen met de Sneker onderwijzer Henk van der Veer een boekje over zijn oom. In 2021 verscheen er een biografie over hem: Door de tralies schijnt de zon: biografie van Willem Santema 1902-1944 geschreven door Peter Bak, 208 pagina's - ISBN nr 9789056156800